# کوی (بلژیک)
شهر کوی (به فرانسوی: Quévy) در شهرستان من  در استان انو  در منطقه فدرال والوون در کشور بلژیک واقع شده‌است.